# Turner Elson
Turner Elson, född 13 september 1992, är en kanadensisk professionell ishockeyspelare som är kontrakterad till NHL-organisationen Detroit Red Wings Calgary Flames och spelar för deras farmarlag Grand Rapids Griffins i AHL. 
Han har tidigare spelat på NHL-nivå för Calgary Flames och på lägre nivåer för San Antonio Rampage, Stockton Heat, Adirondack Flames och Abbotsford Heat i AHL, Alaska Aces i ECHL och Red Deer Rebels i WHL.
Elson blev aldrig drafad av någon NHL-organisation.

## Statistik
| Källa: Utv = Utvisningsminuter Uppdaterad: 2019-02-08 | Källa: Utv = Utvisningsminuter Uppdaterad: 2019-02-08 | Källa: Utv = Utvisningsminuter Uppdaterad: 2019-02-08 |                           | Grundserie                | Grundserie                | Grundserie                | Grundserie                | Grundserie                |                           | Slutspel                  | Slutspel                  | Slutspel                  | Slutspel                  | Slutspel                  |
| Säsong                                                | Lag                                                   | Liga                                                  | Matcher                   | Mål                       | Assists                   | Poäng                     | Utv                       | Matcher                   | Mål                       | Assists                   | Poäng                     | Utv                       |                           |                           |
| ----------------------------------------------------- | ----------------------------------------------------- | ----------------------------------------------------- | ------------------------- | ------------------------- | ------------------------- | ------------------------- | ------------------------- | ------------------------- | ------------------------- | ------------------------- | ------------------------- | ------------------------- | ------------------------- | ------------------------- |
| 2005–2006                                             | St. Albert Blues Bantam AA                            | HE                                                    | 26                        | 7                         | 8                         | 15                        | 14                        | —                         | —                         | —                         | —                         | —                         |                           |                           |
| 2006–2007                                             | St. Albert Sabres Bantam AAA                          | AMBHL                                                 | 30                        | 10                        | 9                         | 19                        | 73                        | —                         | —                         | —                         | —                         | —                         |                           |                           |
| 2007–2008                                             | St. Albert Flyers Minor Midget AAA                    | AMMHL                                                 | Statistik ej tillgänglig. | Statistik ej tillgänglig. | Statistik ej tillgänglig. | Statistik ej tillgänglig. | Statistik ej tillgänglig. | Statistik ej tillgänglig. | Statistik ej tillgänglig. | Statistik ej tillgänglig. | Statistik ej tillgänglig. | Statistik ej tillgänglig. | Statistik ej tillgänglig. | Statistik ej tillgänglig. |
| 2008–2009                                             | St. Albert Raiders Midget AAA                         | AMHL                                                  | 33                        | 11                        | 12                        | 23                        | 77                        | 2                         | 0                         | 0                         | 0                         | 4                         |                           |                           |
| 2009–2010                                             | Red Deer Rebels                                       | WHL                                                   | 66                        | 9                         | 8                         | 17                        | 94                        | 4                         | 0                         | 0                         | 0                         | 4                         |                           |                           |
| 2010–2011                                             | Red Deer Rebels                                       | WHL                                                   | 68                        | 16                        | 15                        | 31                        | 124                       | 9                         | 0                         | 4                         | 4                         | 23                        |                           |                           |
| 2011–2012                                             | Red Deer Rebels                                       | WHL                                                   | 55                        | 21                        | 25                        | 46                        | 59                        | —                         | —                         | —                         | —                         | —                         |                           |                           |
|                                                       | Abbotsford Heat                                       | AHL                                                   | 1                         | 0                         | 0                         | 0                         | 2                         | —                         | —                         | —                         | —                         | —                         |                           |                           |
| 2012–2013                                             | Red Deer Rebels                                       | WHL                                                   | 64                        | 26                        | 31                        | 57                        | 60                        | 9                         | 5                         | 4                         | 9                         | 6                         |                           |                           |
|                                                       | Abbotsford Heat                                       | AHL                                                   | 2                         | 0                         | 0                         | 0                         | 0                         | —                         | —                         | —                         | —                         | —                         |                           |                           |
| 2013–2014                                             | Abbotsford Heat                                       | AHL                                                   | 37                        | 2                         | 1                         | 3                         | 19                        | —                         | —                         | —                         | —                         | —                         |                           |                           |
|                                                       | Alaska Aces                                           | ECHL                                                  | 18                        | 5                         | 10                        | 15                        | 18                        | 21                        | 7                         | 4                         | 11                        | 16                        |                           |                           |
| 2014–2015                                             | Adirondack Flames                                     | AHL                                                   | 59                        | 17                        | 13                        | 30                        | 52                        | —                         | —                         | —                         | —                         | —                         |                           |                           |
| 2015–2016                                             | Calgary Flames                                        | NHL                                                   | 1                         | 0                         | 1                         | 1                         | 0                         | —                         | —                         | —                         | —                         | —                         |                           |                           |
|                                                       | Stockton Heat                                         | AHL                                                   | 63                        | 14                        | 16                        | 30                        | 59                        | —                         | —                         | —                         | —                         | —                         |                           |                           |
| 2016–2017                                             | San Antonio Rampage                                   | AHL                                                   | 13                        | 1                         | 2                         | 3                         | 12                        | —                         | —                         | —                         | —                         | —                         |                           |                           |
| 2017–2018                                             | Grand Rapids Griffins                                 | AHL                                                   | 57                        | 9                         | 12                        | 21                        | 49                        | 5                         | 2                         | 0                         | 2                         | 0                         |                           |                           |
| 2018–2019                                             | Grand Rapids Griffins                                 | AHL                                                   | 45                        | 12                        | 16                        | 28                        | 54                        | —                         | —                         | —                         | —                         | —                         |                           |                           |
| NHL totalt                                            | NHL totalt                                            | NHL totalt                                            | 1                         | 0                         | 1                         | 1                         | 0                         | —                         | —                         | —                         | —                         | —                         |                           |                           |
| AHL totalt                                            | AHL totalt                                            | AHL totalt                                            | 277                       | 55                        | 60                        | 115                       | 247                       | 5                         | 2                         | 0                         | 2                         | 0                         |                           |                           |
| ECHL totalt                                           | ECHL totalt                                           | ECHL totalt                                           | 18                        | 5                         | 10                        | 15                        | 18                        | 21                        | 7                         | 4                         | 11                        | 16                        |                           |                           |
| WHL totalt                                            | WHL totalt                                            | WHL totalt                                            | 253                       | 72                        | 79                        | 151                       | 337                       | 22                        | 5                         | 8                         | 13                        | 33                        |                           |                           |